# Mathilda barbadensis
Mathilda barbadensis är en snäckart som beskrevs av Dall 1889. Mathilda barbadensis ingår i släktet Mathilda och familjen Mathildidae. Inga underarter finns listade i Catalogue of Life.